# Zaandijkspoorbrug
De Zaandijkspoorbrug is een spoorbrug in Amsterdam-West.
Deze spoorbrug is een viaduct in dan wel tunnel onder de Oude Lijn tussen het zuidelijke gelegen Westerpark en de noordelijk gelegen Spaarndammerbuurt. Het geheel in beton uitgerust kunstwerk werd aangelegd rond 1979 om een betere verbinding te krijgen tussen genoemd park en buurt. De tunnel heeft een lengte van circa 43 meter en een breedte van acht meter. De tunnel kostte 2,5 miljoen gulden. De tunnel is alleen toegankelijk voor voetgangers en fietsers.
De tunnel werd als onveilig bestempeld en werd daarom in 2009 voorzien van een mural. Het Graffitinetwerk bracht een fleurige muurschildering aan, die deels verwees naar het Westerpark (natuurscènes) en de daarop aansluitende gebouwen van de Westergasfabriek. Ook gebouwen uit de Spaarndammerbuurt werden afgebeeld. Het ontwerp kwam mede van het Stadsdeel. Ondertussen was de tunnel voorzien van de mededeling “Spaarndammerbuurt” in een lettertype van kunstenaar/graficus Janno Hahn, die ook het lettertype leverde voor eenzelfde mededeling op de monumentale Spaarndammerspoorbrug. Rond 2015 vond de gemeente dat de spoorbrug opgeknapt moest worden en dat de wanden (opnieuw) betegeld gingen worden. Het stadsdeel schreef een ontwerpwedstrijd uit voor twee tegelwanden van 43 meter met een gezamenlijk oppervlak van 50 vierkante meter. De jury bestond daarbij uit wijkbewoners. Uiteindelijk werd aan Hahn de opdracht gegeven zijn ontwerp uit te werken. In aansluiting op zijn eerder werk kwam hij met een tegelwand die de mensen in de tunnel naar het Westerpark wees, de andere tegelwand verwijst de mensen naar de Spaarndammerbuurt. In oktober 2016 werden de wanden, overigens niet naar ieders genoegen (Hahn won met 900 uit 6000 stemmen) betegeld. Er waren 1133 bedrukte tegels nodig om de letters compleet te af te beelden; de rest van de tegels is onbedrukt.
In 2012 vond boven het viaduct het treinongeval bij Amsterdam Westerpark plaats. Eind 2017 werd de brug vernoemd naar de nabijgelegen Zaandijkstraat.

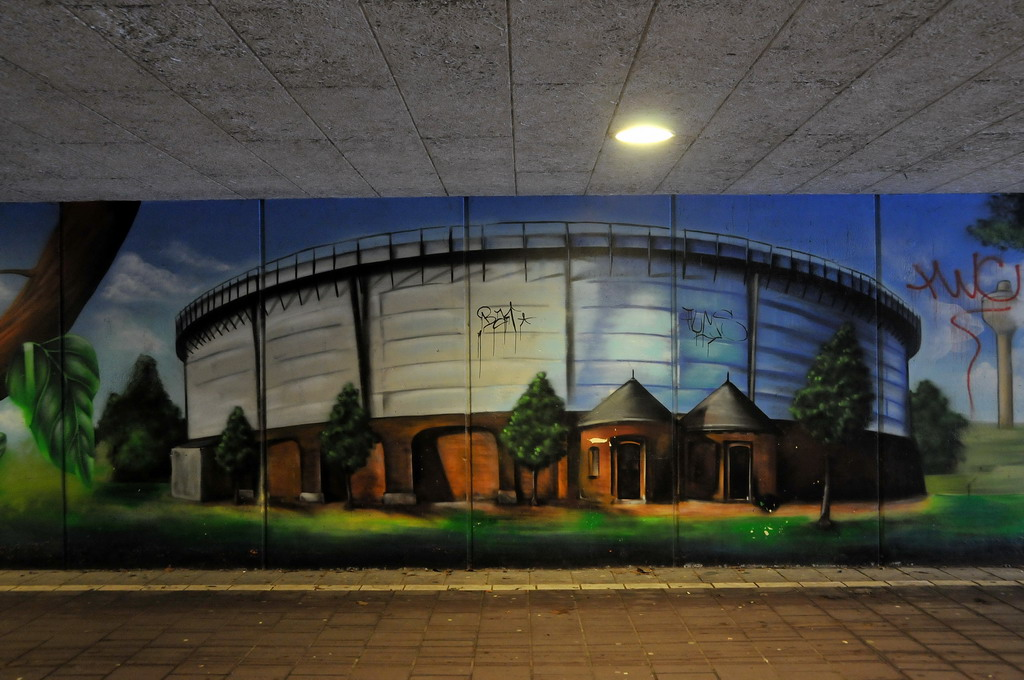
Deel van de verdwenen mural (foto uit 2010)
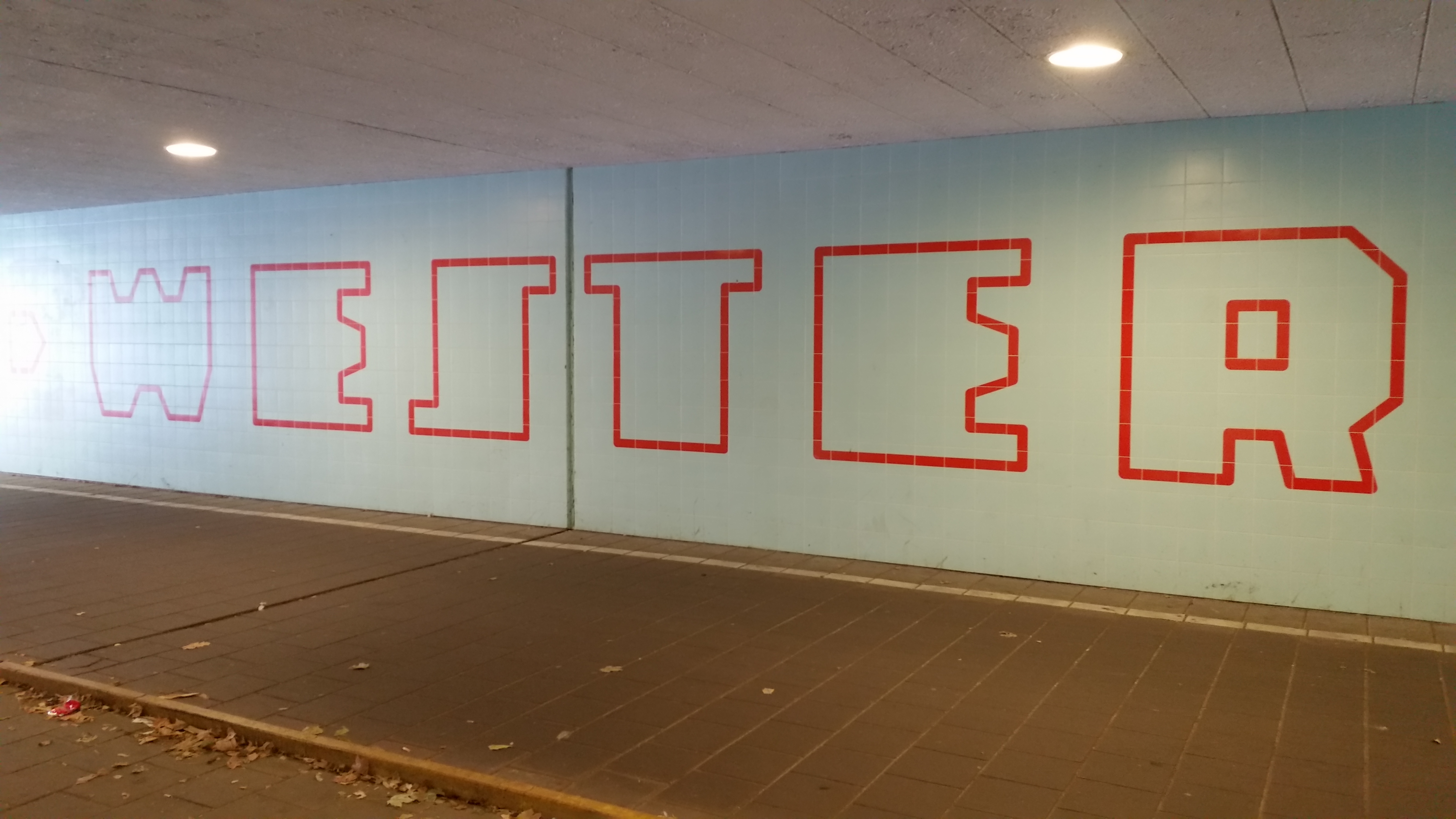
Letters van Janno Hahn (augustus 2018)

Abcouderpadspoorbrug ·
AMC-Padspoorbrug ·
Amstelveensewegspoorbrug ·
Anderlechtspoorbrug ·
Arlandaspoorbrug ·
Basiswegspoorviaduct Oost ·
Basiswegspoorviaduct West ·
Beethovenspoorbrug ·
Ben Viljoenspoorbrug ·
Beukenwegspoorbrug ·
Bonispoorbrug ·
Bos en Lommerspoorbrug ·
Spoorbrug in de Burgemeester Stramanweg · 
Bullewijkspoorbrug ·
Carrascospoorviaduct ·
Celebesspoorbrug ·
Comeniusspoorbrug ·
Czaar Peterspoorbrug ·
Cruquiusspoorbrug ·
Dalsteinbrug ·
Domselaerspoorbrug ·
Erasmusspoorbrug ·
Europaboulevardspoorbrug ·
Frans de Wollantsspoorbrug ·
Gaasperdammerspoorbrug ·
Haarlemmerwegspoorbrug ·
Heemstedespoorbrug ·
Hemsterhuisspoorbrug ·
Henk Sneevlietspoorbrug ·
Hoogoorddreefspoorbrug ·
Houtmanspoorbrug ·
Houttuinenspoorbrug ·
Insulindespoorbrug ·
Jan Evertsenspoorbrug ·
Jan van Galenspoorbrug ·
Johan Huizingaspoorbrug ·
Kabelwegspoorbrug ·
Karspeldreefspoorbrug ·
Kastrupspoorbrug ·
Kattenburgerspoorbrug ·
Korte Prinsengrachtspoorbrug ·
Kruislaanspoorbrug ·
Lelylaanspoorbrug ·
Linnaeuskadespoorbrug ·
Linneausstraatspoorbrug ·
Meibergpadspoorbrug ·
Molukkenspoorbrug ·
Mr. Treubspoorbrug ·
Museumlijnspoorbrug ·
Nieuwegeinspoorbrug ·
Nieuwe Haagsespoorbrug ·
Noordzeewegspoorbrug ·
Omvalspoorbrug ·
Oostertoegangsspoorbrug ·
Oosterdoksspoorbrug ·
Overbrakerspoorbrug ·
Overzichtspoorbrug ·
Pablo Nerudaspoorbrug West ·
Pablo Nerudaspoorbrug Oost ·
Parnassusspoorbrug ·
Piarcospoorviaduct ·
Pieter Calandspoorbrug ·
Planciusspoorbrug ·
Ringdijkspoorbrug ·
Robert Fruinspoorbrug ·
Rozenoordspoorbrug ·
Schinkelspoorbrug ·
Seinewegspoorbrug Noord ·
Seinewegspoorbrug Zuid ·
Sloterdijkerwegspoorweg ·
Solitudolaanspoorbrug ·
Spaarndammerspoorbrug ·
Strandvlietspoorbrug ·
Tafelbergspoorbrug ·
Tjepmaspoorbrug ·
Transformatorwegspoorbrug ·
Van Swindenspoorbrug ·
Vlaardingenspoorbrug ·
Westerdoksdijkspoorbrug ·
Westertoegangsspoorbrug ·
Wibautspoorbrug ·
Wiltzanghspoorbrug ·
Wijttenbachspoorbrug ·
Zaandijkspoorbrug ·
Zaventemspoorbrug ·
Zeeburgerdijkspoorbrug ·
Zeeburgerpadspoorbrug